# Leonard Feather
Leonard Feather, né le 13 septembre 1914 à Londres et mort le 22 septembre 1994 à Encino (Californie), est un Américain d’origine britannique connu pour son travail d'encyclopédiste, d'historien et de critique musical de jazz. Parallèlement il fut un producteur de disques, et d’émissions audio-visuelles consacrées au jazz. Occasionnellement, il a enregistré des disques en tant que pianiste ou arrangeur d'orchestre de jazz et a composé quelques morceaux comme ceux pour lancer Dinah Washington. Ses ouvrages sur le jazz ont été des références majeures dans le monde entier durant toute la seconde moitié du XXe siècle.

## Biographie

### Jeunesse et formation
Leonard Feather naît à Londres dans une famille juive de la classe moyenne, il est le fils de Nathan Feather, un agent immobilier et propriétaire d'une chaîne de magasins de vêtements, et de Felicia Zelinski épouse Feather. Après ses études secondaires à la St Paul's School (Londres), il est accepté à University College de Londres d'où il sort diplômé en 1932. Durant son enfance et son adolescence, il suit des cours de piano et de clarinette classique, et à côté, il commence à jouer au piano des morceaux de musique populaire. À ses quinze ans, il découvre le Jazz en écoutant le trompettiste Louis Armstrong interpréter West End Blues, c'est une révélation, qui le décide à se vouer au Jazz. Après ses études universitaires, il voyage en Allemagne et en France et commence à écrire des articles sur le jazz et le cinéma,,.  

### Carrière

#### Les débuts dans le journalisme musical
En 1932, il rencontre Louis Armstrong, de passage au London Palladium, qui accepte de lui donner un entretien pour la revue de musique populaire britannique Melody Maker. À partir de 1934, il devient un correspondant régulier de Melody Maker, c'est le début d'une collaboration qui va durer quinze ans, son premier article est consacré au musicien de jazz et chef de big band Benny Carter avec lequel il entretiendra une logue relation d'amitié. En 1935, Leonard Feather embarque pour un premier voyage aux États-Unis pour améliorer sa culture jazzistique, arrivé à New York, pour assurer les frais de son séjour, il écrit des articles pour le New York Amsterdam News et le magazine Down Beat,,.   

#### Premiers pas de producteur
En 1936, il produit ses premiers disques, en enregistrant Benny Carter et son orchestre lors d'une tournée, aux Pays-Bas, puis à Londres il découvre le pianiste de jazz George Shearing qu'il enregistre en 1938. 

#### L'installation à New York
En 1939, après plusieurs allers et retours entre Londres et New York, Leonard s'installe de façon définitive à New York en 1939. Il devient le correspondant de Down Beat pour la ville de New York. Duke Ellington et de son arrangeur Billy Strayhorn, l'embauchent comme agent publicitaire, il sert également de nègre littéraire pour peaufiner la rédaction de la Duke Ellington Piano Methode for Blues (1943). Il produit différents artistes de jazz comme les chanteuses et pianistes Una Mae Carlisle (1938) et Hazel Scott (1939), la pianiste et compositrice Mary Lou Williams, le guitariste Charlie Christian, en 1943, il produit  les premiers disques de la chanteuse Dinah Washington pour laquelle il écrit Evil Gal Blues et Salty Papa. À la fin de l'année 1943, il commence à travailler également pour le magazine Esquire, collaboration qui durera jusqu'en 1956.  Feather devient également rédacteur en chef du Metronome (magazine) (en) avec George T. Simon (en), poste qu'il tiendra jusqu'en 1950. C'est grâce à ses articles que les jazzmen afro-américains sortent de l'ombre, les revues musicales ne se consacrant avant lui qu'aux musiciens blancs comme Benny Goodman, Glenn Miller, Harry James, Artie Shaw, etc. Leonard Feather est le premier à dénoncer la discrimination envers les musiciens afro-américains, que les lois Jim Crow avaient contaminé le monde de la musique,,.                      
En 1960, il choisit de s'installer à Los Angeles. Il est critique de jazz en chef pour le Los Angeles Times jusqu'à sa mort.
Certaines compositions de Feather ont été reprises par des chefs d'orchestre tels que Duke Ellington ou Count Basie, faisant l'objet d'enregistrement, comme Evil Gal Blues et Blowtop Blues par Dinah Washington. 
Le morceau How Blue Can You Get (en) qu'il a écrit avec son épouse Jane, est devenu son plus grand succès grâce aux interprétations qu'en ont faites le chanteur et chef de big band Louis Jordan et le guitariste de blues  B. B. King.

### Vie personnelle
En 1941, Leonard Feather épouse Carol Roberts, le couple divorce en 1944.
Le 18 mai 1945, il épouse Jane Leslie Larabee qui lui a été présentée par la chanteuse Peggy Lee, le couple donne naissance à une fille Lorraine,,,.
Leonard Feather est naturalisé américain en 1948,.
Leonard Feather décède le 22 septembre 1994 à l'hôpital d'Encino des suites d'une pneumonie, à proximité de sa résidence de Sherman Oaks,,.

## Regards sur son œuvre
C'est par son travail d'historien, de biographe et d'encyclopédiste du jazz qu'il s'est fait connaître. Les amateurs de jazz qui n'auraient pas lu ses ouvrages ou ses articles, l'ont probablement lu à travers les centaines de notes de pochettes qu'il a rédigées pour des albums de jazz. L'une de ses premières contributions notables est The Encyclopedia of Jazz dont la première version paraît en 1955, et qui connaîtra des rééditions avec des mises à jour en 1960, 1966, 1976,  et qui aboutit à la publication de The Biographical Encyclopedia of Jazz en 1999 avec la collaboration d'Ira Gitler, ces ouvrages restent par leur approche des références. Il est pendant sa période d'activité l'un des critiques les plus influents du jazz.

## Archives
Les archives de Leonard Feather sont déposées et consultables à la bibliothèque de l'université de l'Idaho.

## Œuvres
- (en-US) Robert Goffin,  Walter E Schaap, Leonard Feather, Jazz: From The Congo To The Metropolitan, Da Capo Press, 1944, rééd. 21 février 1975, 282 p. (ISBN 9780306706806, lire en ligne),
- (en-US) Inside Be-Bop, J.J. Robins, rééd. CreateSpace Independent Publishing Platform, 1949, rééd. 2010, 141 p. (ISBN 9781451530520, OCLC 603255199, lire en ligne),
- (en-US) The Encyclopedia Of Jazz, Da Capo Press, 1955, rééd. 1984, 1993, 388 p. (ISBN 9780306802140, lire en ligne)[17],
- (en-US) Book Of Jazz, Horizon Press, 1957, rééd. 1988, 280 p. (ISBN 9780818012020),
- (en-US) The Encyclopedia Of Jazz (New Edition), Horizon Press, 1er juin 1960, 536 p. (ISBN 9780818012037, lire en ligne),
- (en-US) Encyclopedia Of Jazz In The Sixties, Da Capo Press, 1 janvier 1966, rééd. 21 mars 1986, 318 p. (ISBN 9780306802638, lire en ligne),
- (en-US) From Satchmo To Miles, Da Capo Press, 1972, rééd. 22 août 1987, 272 p. (ISBN 9780306803024, lire en ligne),
- (en-US) The Pleasures Of Jazz: Leading Performers On Their Lives, Their Music, Their Contemporaries, Horizon Press, 1976, 208 p. (ISBN 9780440569466, lire en ligne),
- (en-US) The Encyclopedia of Jazz in the Seventies, Da Capo Press, 1 novembre 1976, rééd. 1 décembre 1988, 404 p. (ISBN 9780306802904, lire en ligne),
- (en-US) Inside Jazz, Da Capo Press, 1er janvier 1977, 262 p. (ISBN 9780306800764),
- (en-US) Leonard Feather & Jack Tracy, Laughter From The Hip: The Lighter Side Of Jazz, Da Capo Press, 21 mars 1979, 196 p. (ISBN 9780306800924, lire en ligne),
- (en-US) The Passion For Jazz, Da Capo Press, 1981, rééd. 21 août 1992, 219 p. (ISBN 9780306804021),
- (en-US) The Jazz Years: earwitness to an era, Da Capo Press Inc., décembre 1986, rééd. 22 août 1987, 340 p. (ISBN 9780306802966, lire en ligne)[18],
- (en-US) The Encyclopedia Yearbooks Of Jazz, Da Capo Press, 1 juin 1987, rééd. 21 août 1993, 388 p. (ISBN 9780306805295, lire en ligne),
- (en-US) Leonard Feather & Ira Gitler (dir.), The Biographical Encyclopedia of Jazz, Oxford University Press, USA, 18 novembre 1999, rééd. 1 avril 2007, 718 p. (ISBN 9780195320008, lire en ligne).

## Discographie sélective
- 1945 : Leonard Feather And Dan Burley,  A Suite In Four Comfortable Quarters, label Continental Records,
- 1954 : Leonard Feather, Ralph Burns, Winter Sequence, label MGM records,
- 1954 : Dixieland vs. Birdland, label MGM Records,
- 1954 : Cats Vs. Chicks, label MGM Records,
- 1956 : West Coast Vs. East Coast, label MGM Records,
- 1956 : Swingin' on the Vibories, label MGM Records,
- 1957 : Hi-Fi Suite, label MGM Records,
- 1957 : 52nd Street, label VSOP,
- 1958 : The Weary Blues With Langston Hughes, label MGM Records,
- 1958 : Oh, Captain!, label ?
- 1958 : Swingin' Seasons, label MGM Records,
- 1959 : Jazz from Two Sides, label Concept Records,
- 1971 : Night Blooming Jazzmen, label Mainstream Records,
- 1973 : Freedom Jazz Dance, label Mainstream Records,
- 1974 : Leonard Feather & The Swinging Swedes, label Cupol,

## Prix et distinctions
- 1963 : lauréat du Grammy Awards, catégorie meilleure rédaction de pochette pour l'album The Ellington Era[19].